# Ширгіяли
Ширгія́ли (рос. Ширгиялы, марій. Шӱргыял) — присілок у складі Гірськомарійського району Марій Ел, Росія. Входить до складу Виловатовського сільського поселення.

## Населення
Населення — 64 особи (2010; 59 у 2002).
Національний склад (станом на 2002 рік):
- гірські марійці — 85 %